# Monaster św. Serafina z Sarowa w Kostomłotach
Monaster św. Serafina z Sarowa – prawosławny klasztor męski w Kostomłotach, w diecezji lubelsko-chełmskiej Polskiego Autokefalicznego Kościoła Prawosławnego, istniejący od 2003.

## Historia
Monaster został powołany dekretem arcybiskupa lubelskiego i chełmskiego Abla 15 sierpnia 2003. Powołanie wspólnoty monastycznej nawiązywało do wielowiekowej obecności prawosławia w Kostomłotach (co najmniej od XVII wieku we wsi znajdowała się murowana cerkiew), do 1947 istniała parafia. Dekret arcybiskupa mianował pierwszym przełożonym monasteru ihumena Ambrożego (Goduna).
W 2022 r. w monasterze przebywał jeden mnich – archimandryta Ambroży.

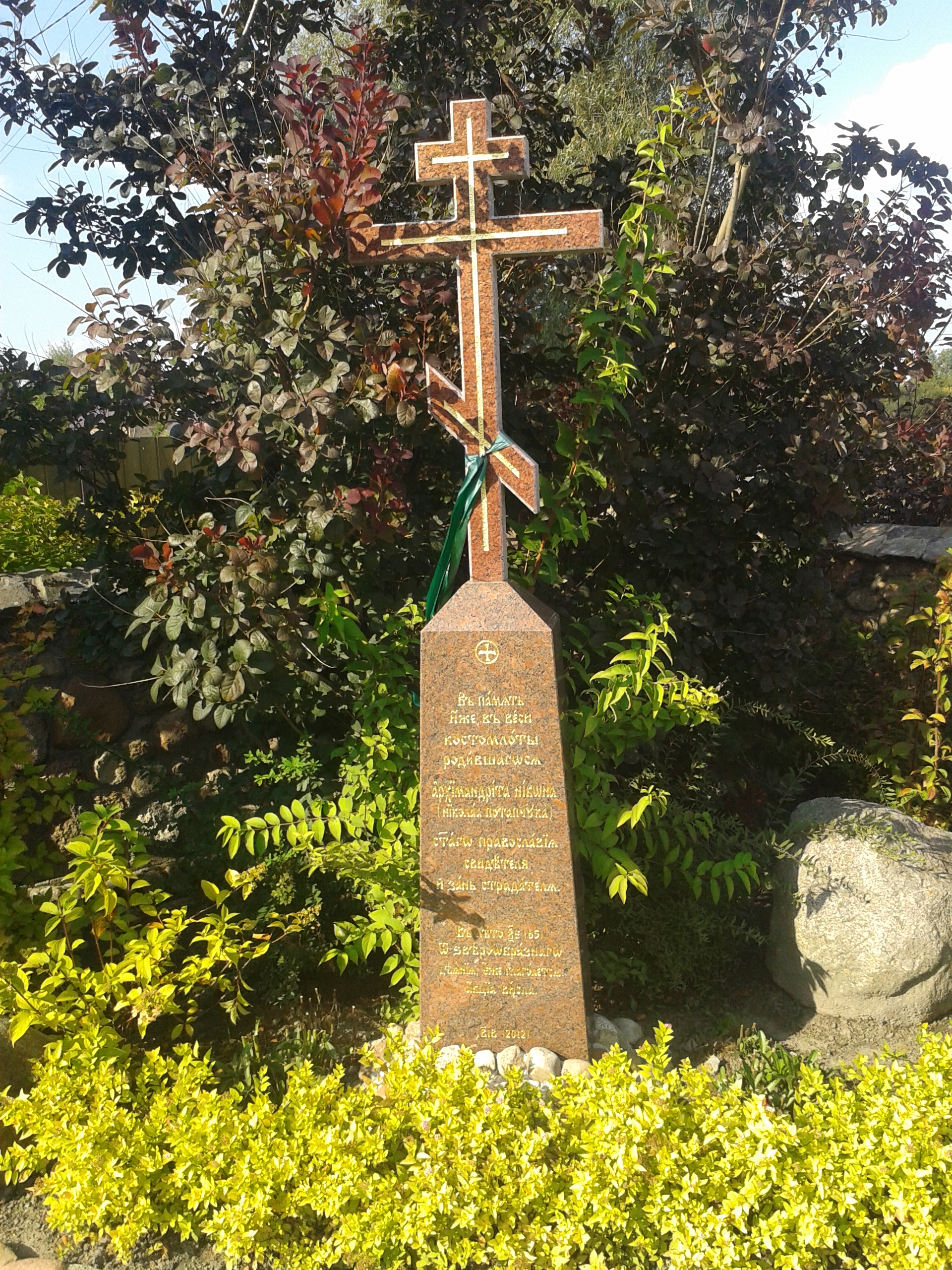
Krzyż upamiętniający pochodzącego z Kostomłotów archimandrytę Nikona (Potapczuka)

Budynki monasterskie były budowane od podstaw. Kamień węgielny pod główną cerkiew poświęconą św. Serafinowi z Sarowa położono 23 listopada 2003, prace budowlane trwały przez półtora roku. Drewniana cerkiew, sprowadzona z miejscowości Dobrowoda, została gruntownie zrekonstruowana oraz na nowo wyposażona. Świątynię konsekrowali 3 maja 2005 arcybiskup Abel oraz metropolita warszawski Sawa.